# شاتل‌کاک (فیلم)
شاتل‌کاک (انگلیسی: Shuttlecock) یک فیلم به کارگردانی اندرو پیدینگتون است که در سال ۱۹۹۳ منتشر شد.